# Rzepiszew
Rzepiszew [pronunciación en polaco: /ʐɛˈpʲiʂɛf/] es un pueblo ubicado en el distrito administrativo de Gmina Szadek, dentro del Condado de Zduńska Wola, Voivodato de Łódź, en Polonia central. Se encuentra aproximadamente a 6 kilómetros al noreste de Szadek, a 16 kilómetros al norte de Zduńska Wola, y a 31 kilómetros al oeste de la capital regional Łódź.